# Planococcus citri
Planococcus citri är en insektsart som först beskrevs av Antoine Risso 1813.  Planococcus citri ingår i släktet Planococcus och familjen ullsköldlöss. Inga underarter finns listade i Catalogue of Life.

## Bildgalleri

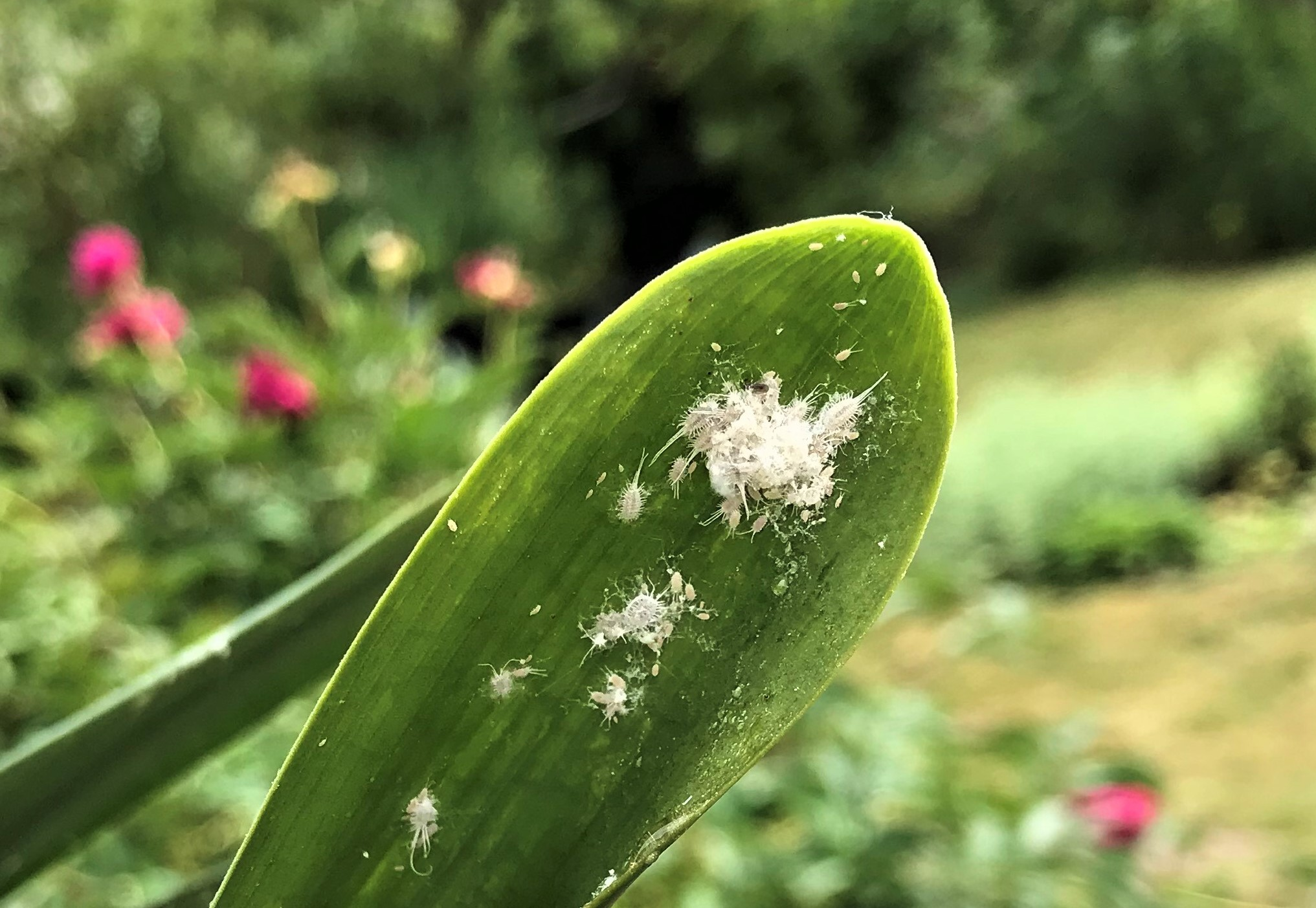
Löss i olika utvecklingsstadier på blad av mönjelilja
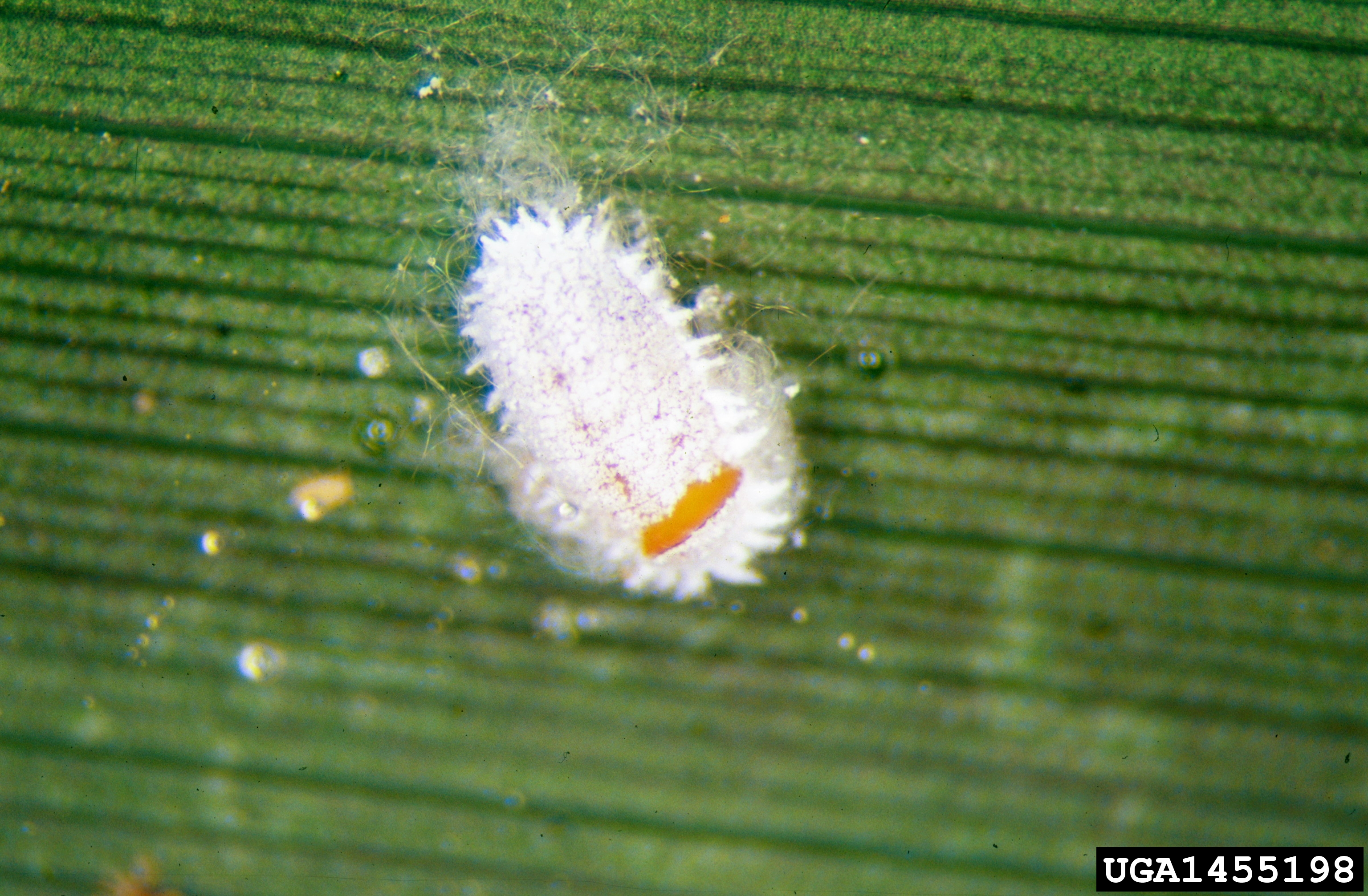
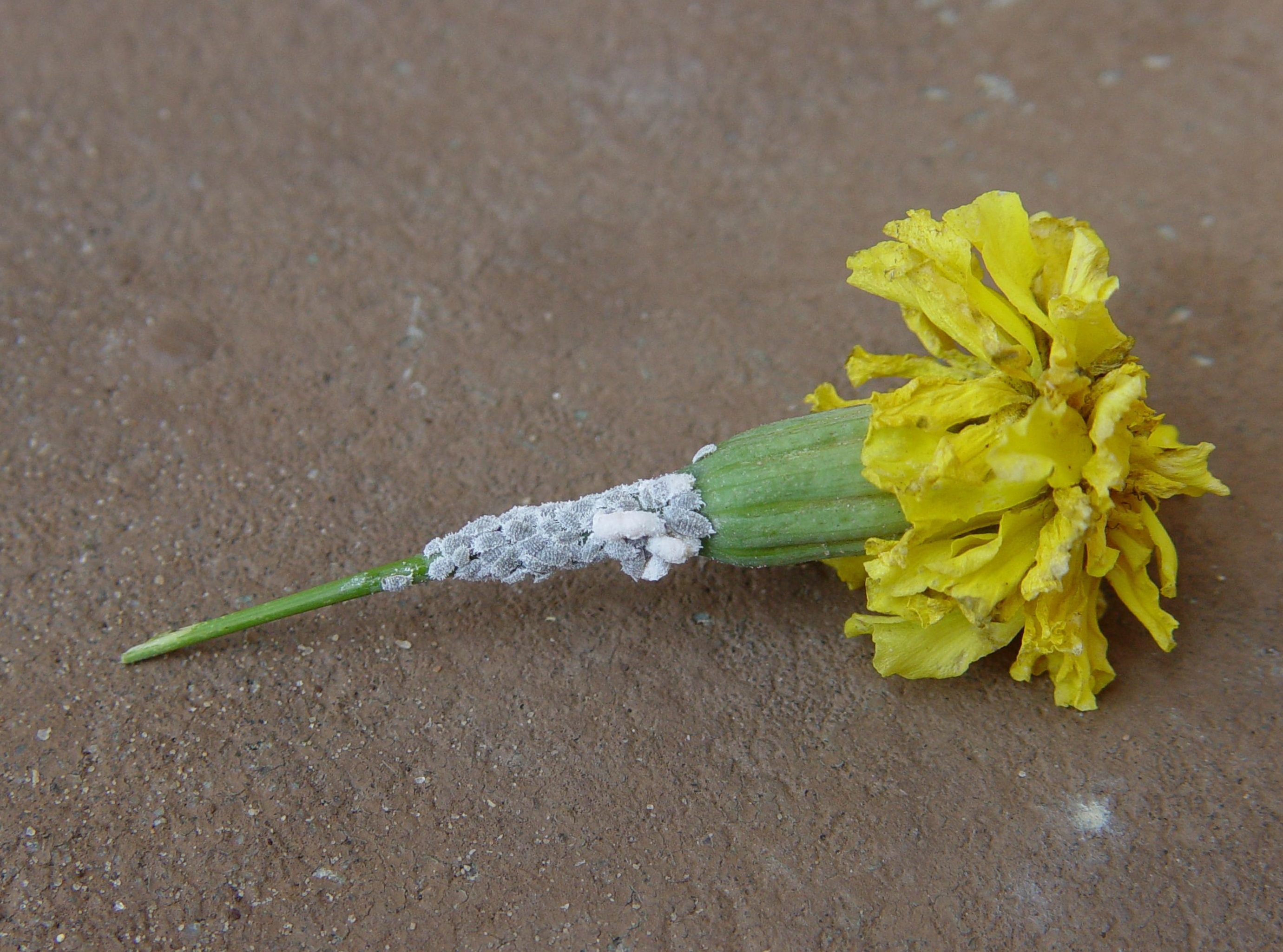
Löss på tagetes
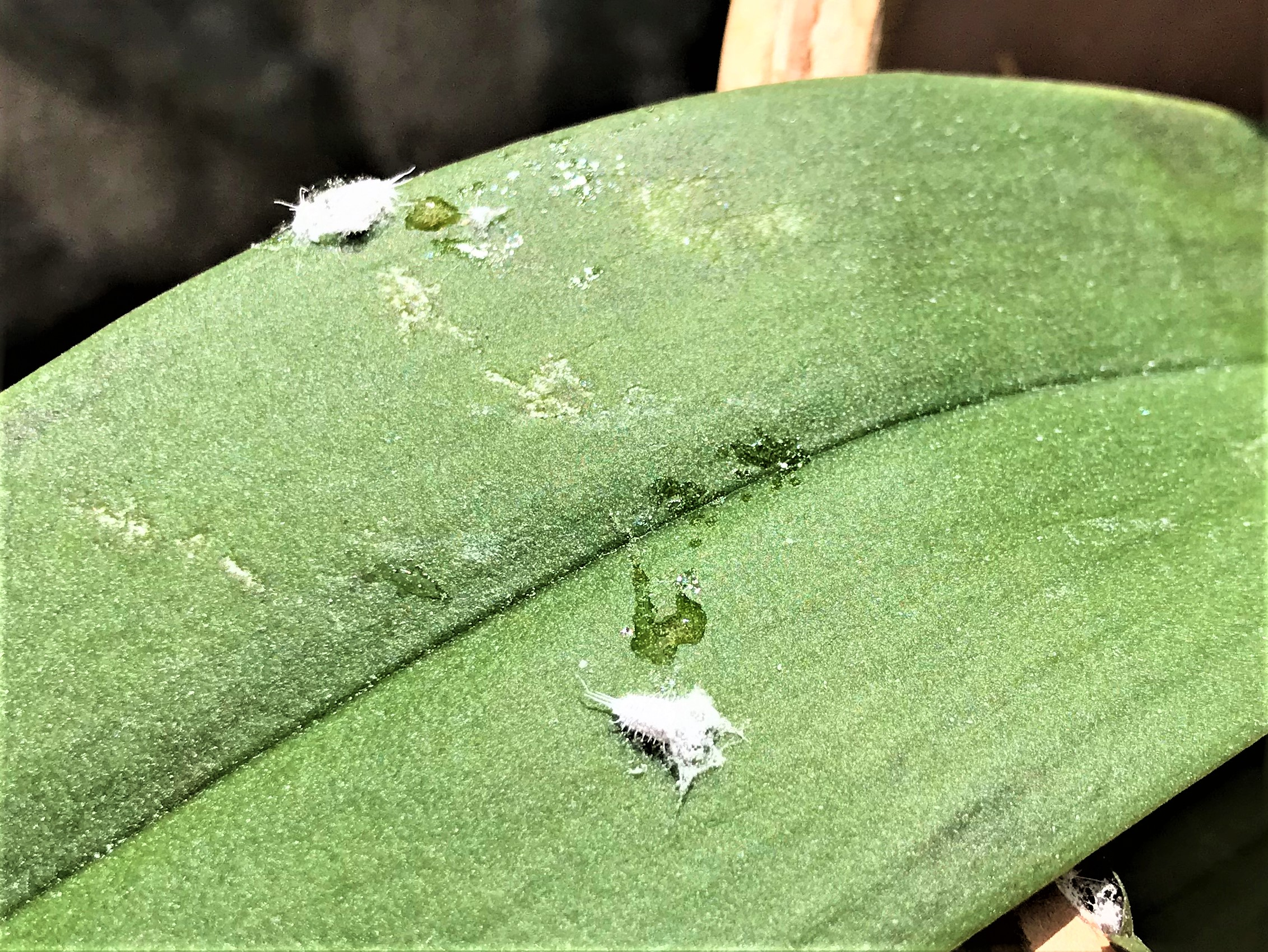
Löss och deras spillning kallad honungsdagg på blad av mönjelilja